# Krasznogvargyejszkojei járás (Adigeföld)

A Krasznogvargyejszkojei járás Adigeföldön

A Krasznogvargyejszkojei járás (oroszul: Красногвардейский район, adige nyelven Красногвардейскэ район) Oroszország egyik járása Adigeföldön. Székhelye Krasznogvargyejszkoje.

## Népesség
- 1989-ben 29 814 lakosa volt, melyből 21 511 orosz (72,2%), 5 614 adige (18,8%), 837 ukrán, 482 örmény.
- 2002-ben 31 536 lakosa volt, melyből 19 855 orosz (63%), 5 448 adige (17,3%), 3 261 kurd (10,3%), 557 örmény, 546 ukrán.
- 2010-ben 30 868 lakosa volt, melyből 19 683 orosz, 4 953 adige, 4 024 kurd, 539 örmény, 487 azeri, 290 ukrán, 102 német stb.